# 雲南加茂中継局
雲南加茂中継局（うんなんかもちゅうけいきょく）は、島根県雲南市の旧大原郡加茂町域に置かれていたテレビ中継局である。

## 概要
- 雲南市加茂町宇治に置かれ、旧加茂町内の一部へ電波を送信していた。

## 送信施設概要

### アナログテレビ放送
| チャンネル | 放送局名     | 空中線 電力       | ERP                  | 放送対象地域   | 放送区域 内世帯数 |
| ---------- | ------------ | ----------------- | -------------------- | -------------- | ----------------- |
| 2          | NHK 松江総合 | 映像1W/ 音声250mW | 映像1.65W/ 音声410mW | 島根県         | 不明              |
| 5          | NHK 松江教育 | 映像1W/ 音声250mW | 映像1.6W/ 音声400mW  | 全国           | 不明              |
| 8          | BSS 山陰放送 | 映像1W/ 音声250mW | 映像1.6W/ 音声400mW  | 島根県・鳥取県 | 不明              |

- 2011年7月24日をもってすべて廃止された。
- なお、TSK山陰中央テレビジョン放送とNKT日本海テレビジョン放送は、中継局を置いておらず、周辺地域を中継局などを受信していた。